# Академическая гребля на летних Олимпийских играх 1904 — четвёрки
Соревнования среди четвёрок в академической гребле среди мужчин на летних Олимпийских играх 1904 прошли 30 июля. Приняли участие 12 спортсменов из одной страны.

## Призёры
| Золото                                                         | Серебро                                                          | Бронза                                                      |
| США Джордж Дитц · Альберт Несс · Артур Штокхофф · Август Эркер | США Майкл Бигли · Фредерик Сюриг · Мартин Фроменек · Чарльз Эмен | США Густав Ворг · Фрэнк Даммерт · Джон Фрайтаг · Луис Хельм |

## Соревнование
| Место | Спортсмены                                                    | Результат  |
| ----- | ------------------------------------------------------------- | ---------- |
| 1     | США Джордж Дитц, Альберт Несс, Артур Штокхофф, Август Эркер   | 9:05,8     |
| 2     | США Майкл Бигли, Фредерик Сюриг, Мартин Фроменек, Чарльз Эмен | неизвестно |
| 3     | США Густав Ворг, Фрэнк Даммерт, Джон Фрайтаг, Луис Хельм      | неизвестно |